# 找我经纪人
《找我经纪人》（法語：Dix pour cent）是由约翰·莫顿执导编剧的一部法国喜剧，于2015年10月14日在法国电视二台首播。该系列节目描绘了虚构经纪公司ASK（Agence Samuel Kerr）的人才经纪人及其与演员客户的关系。此剧已在加拿大的ICI ARTV、瑞士的RTS Un播出，并在奥地利、西班牙、德国和葡萄牙除外，全球范围内的Netflix上释出，也获多国翻拍。